# Roger Peña Carulla
Roger Peña Carulla (Barcelona, 3 de juny de 1959) és un director, adaptador, traductor i actor de doblatge, traductor teatral (sovint fent equip amb Roser Batalla), autor teatral, director teatral i escriptor català. És fill de Felip Peña (també actor i director de doblatge i de l'actriu Montserrat Carulla, juntament amb les tres germanes: Isabel, Marina i Vicky Peña, també actriu.
El 02/02/2015 estrena al Teatre Apolo Cremats, aparentment comèdia, ens revela la vida d'un grup de perdedors. Tot i tenir tothom un objectiu concret, començarà a embolicar-se i cada personatge descobrirà que està pitjor del que es pensava.
Com a traductor a castellà i/o català va traduir pel·lícules i sèries de televisió, entre altres la producció de BBC sobre les obres completes de Shakespeare.

## Teatre

### Autor
- 2012: Poder absoluto[2]
- 2013: Iaia!!!
- 2015 Cremats

### Director
- 2001: A la cuina amb l'Elvis (Cooking with Elvis), de Lee Hall
- 2001: Amb pedres a les butxaques (Stones in his pockets), de Marie Jones
- 2009: El Messies (The Messiah), de Patrick Barlow
- 2012: No et vesteixis per sopar (Don't dress for Dinner), de Marc Carmoletti
- 2012: Poder absoluto, de Roger Peña
- 2013: Iaia!!!, de Roger Peña
- 2015: Cremats. Todo Por La Pasta, amb Guillermo Toledo i Tilda Espluga

### Traductor
- 1995, 2008: Sweeney Todd, de Stephen Sondheim (versió catalana i castellana)
- 2000: A Little Night Music, de Stephen Sondheim
- 2001: The Full Monty, de Terrence McNally i David Yazbek
- 2009: El Messies (The Messiah), de Patrick Barlow
- 2010: Hair de James Rado i Gerome Ragni (lletres), i Galt MacDermot (música)
- 2011: Grease, de Jim Jacobs i Warren Casey
- 2012: Follies, de Stephen Sondheim

## Narrativa

### Llibres
- 2014: L'Escorpí i altres deliris Arxivat 2014-09-04 a Wayback Machine.
- 2016: El secret de Múnic.